# Youba Sissokho
Youba Ndiaye Sissokho (* 7. November 1991 in Dakar, Senegal) ist ein spanischer Boxer im Weltergewicht.

## Karriere
Youba Sissokho wurde im Senegal geboren und ist in Spanien aufgewachsen, wo er auf Mallorca lebt. Er ist rund 1,82 m groß und gewann 2011 das Golden Gloves Tournament in Serbien. Bei den Europameisterschaften 2013 in Minsk erreichte er den siebten Platz und gewann die Silbermedaille bei den Mittelmeerspielen 2013 in Mersin.
2014 schied er bei den EU-Meisterschaften in Sofia gegen Souleymane Cissokho aus, gewann aber 2015 das Boxam Tournament in Cartagena mit Siegen gegen Souleymane Cissokho, Balázs Bácskai und Alejandro Moya. Nachdem er bei den Europaspielen 2015 in Baku gegen Alexander Besputin ausgeschieden war, nahm er an den Europameisterschaften 2015 in Samokow teil und gewann eine Bronzemedaille. Nach siegreichen Duellen gegen Vasile Belous und Zdeněk Chládek, war er erst im Halbfinale gegen Eimantas Stanionis unterlegen. Er war damit für die Weltmeisterschaften 2015 in Doha qualifiziert, wo er Sailom Adi schlagen konnte aber im Achtelfinale gegen Eumir Marcial ausschied.
Beim APB/WSB World Olympic Qualifier in Venezuela konnte er sich einen Startplatz für die Olympischen Spiele 2016 in Rio de Janeiro erkämpfen, unterlag bei Olympia jedoch im ersten Kampf gegen Shaxram Gʻiyosov.
Bei den Mittelmeerspielen 2018 und auch den EU-Meisterschaften 2018 gewann er jeweils die Silbermedaille.
Bei der europäischen Olympiaqualifikation 2020 unterlag er gegen Andrei Samkowoi und bei den Weltmeisterschaften 2021 gegen Jurij Sacharjejew.